# Alsnö hus

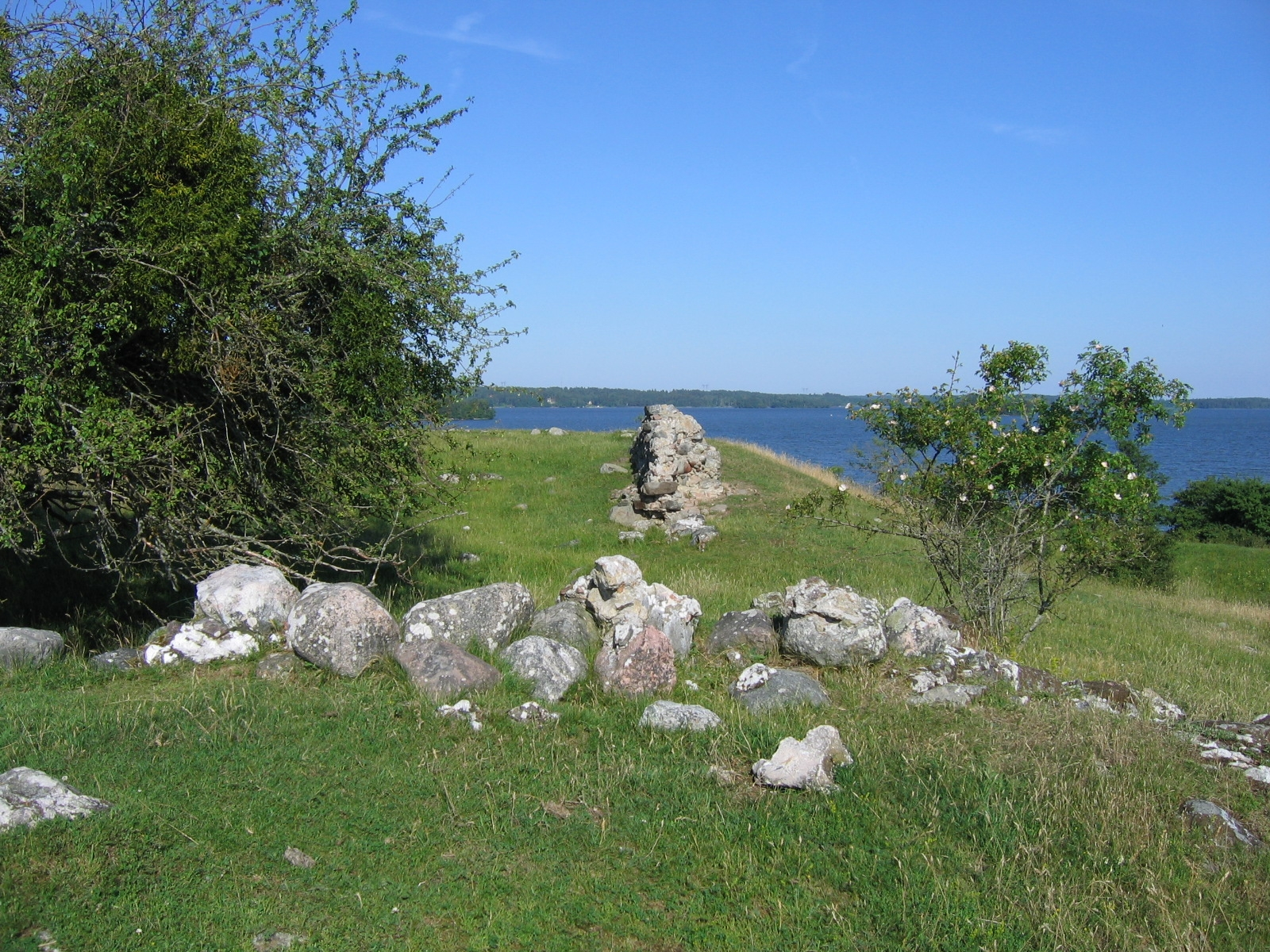
Le rovine dell'antico castello di Alsnö hus nell'isola di Adelsö.

Alsnö hus (in svedese significa "Casa di Alsnö", dove Alsnö è l'antico nome dell'isola di Adelsö) sono le rovine di un castello e di un palazzo dell'insediamento di Hovgården. Si trova nell'isola di Adelsö, nel lago Mälaren, nell'est della Svezia. Come parte di Hovgården, è stato dichiarato Patrimonio dell'umanità.

## Storia
Vicino alle rovine ci sono cinque tumuli sepolcrali — il più grande ha un diametro di 45 metri — costruiti nell'Era di Vendel (500 - 800), quando Hovgården fu chiamata Casa del Re (Kungsgård). Il castello reale Alsnö hus riflette l'importanza di Birka, l'insediamento commerciale sull'isola di Björkö a sud di Adelsö. Comunque, Birka fu abbandonata circa nel 975, ma apparentemente la mansione reale rimase importante come indicato dalla pietra runica U 11 (circa nel 1070) che fu eretta vicino a questo.

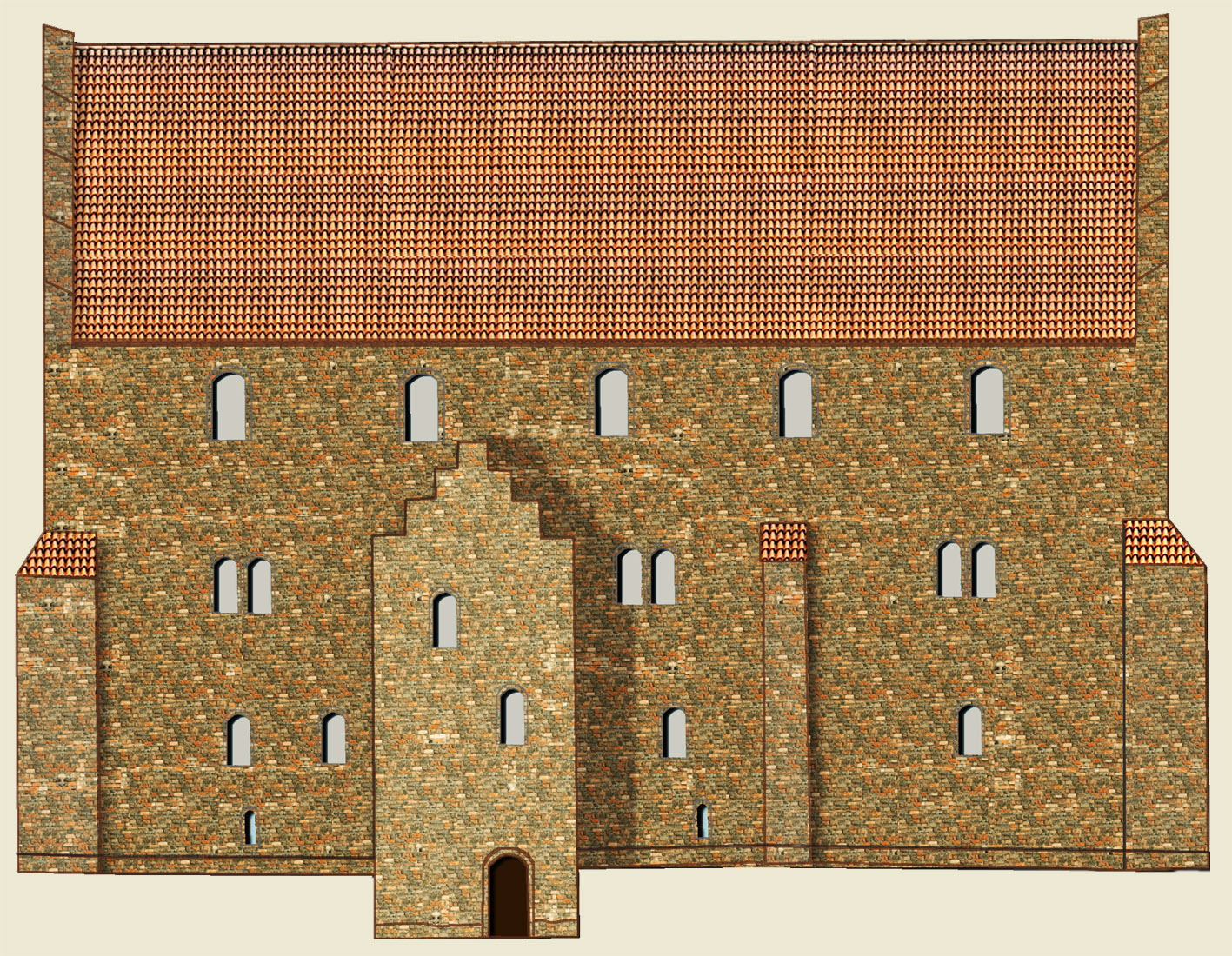
Ricostruzione della costruzione medievale.

Alsnö hus fu nominato la prima volta nel 1200 come mansionem regiam Alsnu. Comunque, 70 anni dopo il re Magnus Barnlock sostituì la vecchia fortezza con una residenza estiva costruita in mattoni. Al contrario di molte fortezze costruite in quell'epoca, la costruzione era più adatta a dare comodità che a difendere e fu utilizzata sia da Magnus che da suo figlio Birger durante le estati. L'Ordinanza di Alsnö (Alsnö stadga) fu redatta qui nel 1279, fece diventare la Nobiltà svedese una classe sociale separata e introdusse il sistema feudale in Svezia.
La costruzione andò in rovina nel XIV secolo e parte di questa esiste tuttora. Quando le rovine furono rinvenute tra il 1916 e il 1918, furono ritrovate molte frecce di balestra e, per questo, si ipotizza che il palazzo fu incendiato dai pirati di Alberto di Meclemburgo, che solcò il Mar Baltico per ottenere la corona svedese.
Le rovine furono acquistate dalla Accademia Reale svedese di lettere, storia e antichità (Vitterhetsakademien) tra il 1950 e il 1960 e attualmente è preservata dal Comitato svedese nazionale per il Patrimonio dell'Umanità (Riksantikvarieämbetet).